# Open the Dream Gate Championship
L'Open the Dream Gate Championship est un championnat de catch de la Dragon Gate, une fédération japonaise. Il s'agit du principal championnat individuel de cette fédération. Il est créé le 4 juillet 2004 quand CIMA est proclamé champion en étant le dernier champion Toryumon Japan. Depuis sa création, 13 catcheurs ont détenu ce titre.

## Histoire du titre
Dans les années 2002, Ultimo Dragon dirige trois fédérations : la Toryumon Japan, la Toryumon 2000 Project (T2P) et la Toryumon X. Les catcheurs de ces trois fédérations sont majoritairement des élèves d'Ultimo Dragon qui apprennent la lucha libre au Mexique avant de retourner au Japon.
Durant l'été 2004, les catcheurs de Toryumon Japan et T2P quittent leur fédération pour rejoindre la Dragon Gate que vient de fonder Takashi Okamura. CIMA qui est alors champion du gymnase d'Ultimo Dragon (le titre majeur de la Toryumon Japan) est désigné comme premier champion Open the Dream Gate. CIMA est aussi le premier et l'unique catcheur à avoir rendu son titre après une blessure le 29 juin 2008. Il a aussi le record du plus long règne d'une durée de 1 an, 6 mois et 26 jours entre le 25 décembre 2011 et le 21 juillet 2013. Le 2 mars 2014, Ricochet devient le premier catcheur occidental à remporter ce titre. Shingo Takagi, YAMATO et Masato Yoshino ont le record du plus grand nombre de règnes avec quatre. Le 4 décembre 2018, PAC est devenu le deuxième gaijin et le premier Britannique à avoir remporté le titre.

## Statistiques et liste des détenteurs de ce titre
|                        | Nom                              | Donnée                     | Réf   |
| ---------------------- | -------------------------------- | -------------------------- | ----- |
| Champion le plus jeune | Ricochet                         | 25 ans, 3 mois et 20 jours | [ 5 ] |
| Champion le plus âgé   | Jushin Liger                     | 42 ans, 3 mois et 23 jours | [ 6 ] |
| Champion le plus grand | Shingo Takagi                    | 5′ 10″ (1,78 m)            | [ 7 ] |
| Champion le plus petit | Jushin Liger et Ryo Saito        | 5′ 7″ (1,7 m)              | ,     |
| Champion le plus léger | Masato Yoshino                   | 159 lb (72 kg)             | [ 9 ] |
| Champion le plus lourd | Magnitude Kishiwada et Don Fujii | 231 lb (105 kg)            | ,     |

| #  | Catcheur            | Nombre de fois | Date              | Durée                     | Lieu     | Notes | Réf    |
| -- | ------------------- | -------------- | ----------------- | ------------------------- | -------- | --- | ------ |
| 1  | CIMA                | 1              | 4 juillet 2004    | 5 mois et 12 jours        | Kōbe     | Proclamé champion en étant le dernier champion de Toryumon Japan ; officiellement annoncé à Tokyo le 1er août 2004. | [ 2 ]  |
| 2  | Masaaki Mochizuki   | 1              | 16 décembre 2004  | 10 mois et 19 jours       | Tokyo    | | [ 12 ] |
| 3  | Magnitude Kishiwada | 1              | 4 novembre 2005   | 3 mois et 20 jours        | Osaka    | | [ 13 ] |
| 4  | Ryo Saito           | 1              | 24 février 2006   | 1 mois et 30 jours        | Tokyo    | | [ 14 ] |
| 5  | Susumu Yokosuka     | 1              | 23 avril 2006     | 7 mois                    | Tokyo    | | [ 15 ] |
| 6  | Don Fujii           | 1              | 23 novembre 2006  | 4 mois et 2 jours         | Osaka    | | [ 16 ] |
| 7  | Jushin Liger        | 1              | 25 mars 2007      | 3 mois et 6 jours         | Tsu      | | [ 17 ] |
| 8  | CIMA                | 2              | 1er juillet 2007  | 11 mois et 28 jours       | Kobe     | | [ 18 ] |
|    | Vacant              | 1              | 29 juin 2008      | 28 jours                  | Osaka    | Cima abandonne le titre à la suite d'une blessure.                                                                  | [ 19 ] |
| 9  | Shingo Takagi       | 1              | 27 juillet 2008   | 5 mois et 1 jour          | Kobe     | en battant BxB Hulk au Kobe Pro Wrestling Festival 2008                                                             | [ 20 ] |
| 10 | Naruki Doi          | 1              | 28 décembre 2008  | 1 an, 2 mois et 22 jours  | Fukuoka  | | [ 21 ] |
| 11 | YAMATO              | 1              | 22 mars 2010      | 3 mois et 19 jours        | Tokyo    | | [ 22 ] |
| 12 | Masato Yoshino      | 1              | 11 juillet 2010   | 9 mois et 3 jours         | Kōbe     | | [ 23 ] |
| 13 | Masaaki Mochizuki   | 2              | 14 avril 2011     | 3 mois et 11 jours        | Tokyo    | | [ 24 ] |
| 14 | CIMA                | 3              | 25 décembre 2011  | 1 an, 11 mois et 26 jours | Fukuoka  | | [ 25 ] |
| 15 | Shingo Takagi       | 2              | 21 juillet 2013   | 1 mois et 2 jours         | Kōbe     | | [ 26 ] |
| 16 | YAMATO              | 2              | 23 août 2013      | 1 an, 1 mois et 17 jours  | Tokyo    | | [ 27 ] |
| 17 | Masato Yoshino      | 2              | 10 octobre 2013   | 4 mois et 20 jours        | Tokyo    | | [ 28 ] |
| 18 | Ricochet            | 1              | 2 mars 2014       | 2 mois et 3 jours         | Osaka    | | [ 3 ]  |
| 19 | YAMATO              | 3              | 5 mai 2014        | 2 mois et 15 jours        | Nagoya   | | [ 29 ] |
| 20 | BxB Hulk            | 1              | 20 juillet 2014   | 10 mois et 25 jours       | Kōbe     | | [ 30 ] |
| 21 | Masato Yoshino      | 3              | 14 juin 2015      | 2 mois et 2 jours         | Fukuoka  | | [ 31 ] |
| 22 | Shingo Takagi       | 3              | 16 août 2015      | 5 mois et 29 jours        | Tokyo    | | [ 32 ] |
| 23 | Jimmy Susumu        | 3              | 14 février 2016   | 21 jours                  | Fukuoka  | Auparavant connu sous le nom Susumu Yokosuka.                                                                       | [ 33 ] |
| 24 | Shingo Takagi       | 4              | 6 mars 2016       | 4 mois et 18 jours        | Tokyo    | | [ 34 ] |
| 25 | YAMATO              | 4              | 24 juillet 2016   | 1 an, 1 mois et 25 jours  | Kobe     | | [ 35 ] |
| 26 | Masaaki Mochizuki   | 3              | 18 septembre 2017 | 8 mois et 23 jours        | Tokyo    | | [ 36 ] |
| 27 | Masato Yoshino      | 4              | 10 juin 2018      | 5 mois et 24 jours        | Fukuoka  | | [ 37 ] |
| 28 | PAC                 | 1              | 4 décembre 2018   | 7 mois et 17 jours        | Tokyo    | | [ 38 ] |
| 29 | Ben-K               | 1              | 21 juillet 2019   | 4 mois et 24 jours        | Kobe     | | ,.     |
| 30 | Naruki Doi          | 2              | 15 décembre 2019  | 7 mois et 18 jours        | Fukuoka  | | .      |
| 31 | Eita                | 1              | 2 août 2020       | 3 mois et 13 jours        | Wakayama | | .      |
| 32 | Shun Skywalker      | 1              | 15 novembre 2020  | 8 mois et 17 jours        | Kobe     | | .      |
| 33 | Yamato              | 5              | 1er août 2021     | 3 ans, 7 mois et 13 jours | Kobe     | | .      |